# Agriánok
Az agriánok (ógörög Ἀγρίανες) ókori trák–makedón nép voltak. A Rodope és a Haemus hegység között éltek. Híres nyilasok voltak, sokan közülük Nagy Sándor seregében harcoltak. Arrianus és Curtius Rufus munkáikban gyakran említi őket.